# جيسون كولير
جيسون كولير (بالإنجليزية: Jason Collier)‏ مواليد 08 سبتمبر 1977 في سبرينغفيلد - الوفاة 15 أكتوبر 2005، كان لاعب كرة سلة أمريكي بدأ مسيرته الاحترافية في سنة 2000. تم اختياره من قبل فريق ميلووكي باكز خلال الدرافت. بلغ طوله 7 قدم 0 بوصة (2.1 م). اعتزل اللعب في 2005.

## روابط خارجية
- جيسون كولير على موقع إن بي أي (الإنجليزية)
- جيسون كولير على موقع سبورتس رفرنس (الإنجليزية)
- جيسون كولير على موقع كرة السلة الأوروبية.كوم (الإنجليزية)
- جيسون كولير على موقع كلية كرة السلة في سبورتس رفرنس.كوم (الإنجليزية)
- جيسون كولير على موقع ريلجم (الإنجليزية)
- جيسون كولير على موقع بروبوليرز (الإنجليزية)
- جيسون كولير على موقع سبورتس رفرنس (الإنجليزية)